# Doo-Wops & Hooligans
Doo-Wops & Hooligans ist das Debütalbum des US-amerikanischen Sängers Bruno Mars. Es wurde am 4. Oktober 2010 von den Labels Atlantic und Elektra veröffentlicht.

## Hintergrund und Entwicklung
Das Album Doo-Wops & Hooligans wurde in einer Pressemitteilung am 25. August 2010 angekündigt, kurz nach der Veröffentlichung der Debüt-EP It’s Better If You Don’t Understand, die im Mai 2010 veröffentlicht wurde. In einem Interview mit MTV News erklärte Mars, dass seine EP einen positiven Effekt auf das Album hat. Das Albumcover zu Doo-Wops & Hooligans wurde am 30. August 2010 auf der Homepage von Bruno Mars vorgestellt. Die Titelliste zu Doo-Wops & Hooligans wurde am 9. September 2010 vom Label Atlantic Records veröffentlicht. Es wurden drei der vier Songs aus der EP It’s Better If You Don’t Understand auf das Debütalbum Doo-Wops & Hooligans übernommen.
Mars sagte zu dem Album, dass er ein großer Fan des Musikgenres Doo Wop sei, da er mit dem Genre aufgewachsen ist und es etwas Besonderes für ihn sei.

## Einflüsse
Doo-Wops & Hooligans hat Einflüsse von den Musikgenres Pop, Rock, Reggae, R&B, Soul und Hip-Hop.

## Titelliste
| #  | Titel                                       | Feature(s)         | Produzent                       | Länge |
| -- | ------------------------------------------- | ------------------ | ------------------------------- | ----- |
| 1  | Grenade                                     |                    | The Smeezingtons                | 3:42  |
| 2  | Just the Way You Are                        |                    | The Smeezingtons, Needlz        | 3:40  |
| 3  | Our First Time                              |                    | The Smeezingtons, The Supa Dups | 4:03  |
| 4  | Runaway Baby                                |                    | The Smeezingtons                | 3:27  |
| 5  | The Lazy Song                               |                    | The Smeezingtons                | 3:15  |
| 6  | Marry You                                   |                    | The Smeezingtons                | 3:50  |
| 7  | Talking to the Moon                         |                    | The Smeezingtons                | 3:37  |
| 8  | Liquor Store Blues                          | Damian Marley      | The Smeezingtons, The Supa Dups | 3:49  |
| 9  | Count on Me                                 |                    | The Smeezingtons                | 3:17  |
| 10 | The Other Side                              | CeeLo Green, B.o.B | The Smeezingtons                | 3:47  |
|    | Deluxe Edition Bonus-Tracks                 |                    |                                 |       |
| 1  | Just the Way You Are (Remix)                | Lupe Fiasco        |                                 | 3:58  |
| 2  | Somewhere in Brooklyn (EP Version)          |                    |                                 | 3:01  |
|    | Japanische Editions Bonus-Tracks            |                    |                                 |       |
| 1  | Just the Way You Are (Remix)                | Lupe Fiasco        |                                 | 3:58  |
| 2  | Somewhere in Brooklyn (EP Version)          |                    |                                 | 3:01  |
| 3  | Talking to the Moon (Akustik Piano Version) |                    |                                 | 4:03  |
| 4  | Just the Way You Are (Live)                 |                    |                                 |       |
| 5  | Grenade (Live)                              |                    |                                 |       |
| 6  | The Other Side (Live)                       |                    |                                 |       |

## Singles
| Jahr | Titel Album                               | Höchstplatzierung, Gesamtwochen, AuszeichnungChartplatzierungen (Jahr, Titel, Album, Platzierungen, Wochen, Auszeichnungen, Anmerkungen) | Höchstplatzierung, Gesamtwochen, AuszeichnungChartplatzierungen (Jahr, Titel, Album, Platzierungen, Wochen, Auszeichnungen, Anmerkungen) | Höchstplatzierung, Gesamtwochen, AuszeichnungChartplatzierungen (Jahr, Titel, Album, Platzierungen, Wochen, Auszeichnungen, Anmerkungen) | Höchstplatzierung, Gesamtwochen, AuszeichnungChartplatzierungen (Jahr, Titel, Album, Platzierungen, Wochen, Auszeichnungen, Anmerkungen) | Höchstplatzierung, Gesamtwochen, AuszeichnungChartplatzierungen (Jahr, Titel, Album, Platzierungen, Wochen, Auszeichnungen, Anmerkungen) | Anmerkungen                              |
| Jahr | Titel Album                               | DE | AT | CH | UK | US | Anmerkungen                              |
| --- | ----------------------------------------- | --- | --- | --- | --- | --- | ---------------------------------------- |
| 2010 | Just the Way You Are Doo-Wops & Hooligans | DE2 (48 Wo.)DE | AT1 (35 Wo.)AT | CH3 (40 Wo.)CH | UK1 (66 Wo.)UK | US1 (48 Wo.)US | Erstveröffentlichung: 20. Juli 2010      |
| 2010 | Grenade Doo-Wops & Hooligans              | DE1 (54 Wo.)DE | AT2 (34 Wo.)AT | CH1 (52 Wo.)CH | UK1 (38 Wo.)UK | US1 (36 Wo.)US | Erstveröffentlichung: 28. September 2010 |
| 2011 | The Lazy Song Doo-Wops & Hooligans        | DE9 (28 Wo.)DE | AT4 (23 Wo.)AT | CH9 (28 Wo.)CH | UK1 (34 Wo.)UK | US4 (34 Wo.)US | Erstveröffentlichung: 15. Februar 2011   |
| 2011 | Marry You Doo-Wops & Hooligans            | DE15 (20 Wo.)DE | AT4 (20 Wo.)AT | CH16 (23 Wo.)CH | UK11 (39 Wo.)UK | US85 (9 Wo.)US | Erstveröffentlichung: 22. August 2011    |
| 2011 | Count on Me Doo-Wops & Hooligans          | — | AT5 (14 Wo.)AT | CH55 (6 Wo.)CH | UK78 (6 Wo.)UK | — | Erstveröffentlichung: 7. November 2011   |
| Folgende Lieder erschienen nicht als Single, wurden aber durch das Album zum Download und Streaming bereitgestellt und konnten somit eine Platzierung erlangen: |                                           | | | | | |                                          |
| |                                           | | | | | |                                          |
| 2011 | Runaway Baby Doo-Wops & Hooligans         | — | — | — | UK19 (11 Wo.)UK | US50 (1 Wo.)US | Charteinstieg: 5. November 2011          |

## The Doo-Wops & Hooligans Tour
Vom 16. November 2010 bis zum 15. April 2011 ging Bruno Mars auf die The Doo-Wops & Hooligans Tour, wo er sein gleichnamiges Debütalbum präsentierte. Die Tournee führte durch die Vereinigten Staaten, Europa und Asien.
| Datum              | Stadt             | Stadion                      |
| ------------------ | ----------------- | ---------------------------- |
| Vereinigte Staaten |                   |                              |
| 16. November 2010  | San Francisco     | Slim’s                       |
| 19. November 2010  | San Diego         | Price Center                 |
| 20. November 2010  | Scottsdale        | Martini Ranch                |
| 23. November 2010  | Dallas            | The Loft                     |
| 24. November 2010  | Houston           | Warehouse Live               |
| 26. November 2010  | Sauget            | Pop’s                        |
| 27. November 2010  | Chicago           | Bottom Lounge                |
| 28. November 2010  | Cleveland Heights | Grog Shop                    |
| 30. November 2010  | Boston            | Paradise Rock Club           |
| 19. Dezember 2010  | Honolulu          | Neal S. Blaisdell Arena      |
| 21. Dezember 2010  | Kahului           | Maui Arts & Cultural Center  |
| Europa             |                   |                              |
| 24. Januar 2011    | London            | Cafe De Paris                |
| 3. März 2011       | Berlin            | Postbahnhof                  |
| 6. März 2011       | Amsterdam         | Paradiso                     |
| 7. März 2011       | Stuttgart         | Rohre                        |
| 9. März 2011       | Dublin            | Olympia Theatre              |
| 10. März 2011      | Manchester        | Manchester Club Academy      |
| 11. März 2011      | Glasgow           | O2 ABC Glasgow               |
| 15. März 2011      | Birmingham        | Birmingham Institute Library |
| 17. März 2011      | Köln              | Live Music Hall              |
| 18. März 2011      | München           | Theaterfabrik                |
| 20. März 2011      | Hamburg           | Docks                        |
| 23. März 2010      | Kopenhagen        | Store Vega                   |
| Asien              |                   |                              |
| 5. April 2011      | Jakarta           | Istora Senayan               |
| 8. April 2011      | Manila            | Araneta Coliseum             |
| 10. April 2011     | Kuala Lumpur      | Putra World Trade Center     |
| Australien         |                   |                              |
| 12. April 2011     | Perth             | Astor Theatre                |
| 14. April 2011     | Sydney            | Luna Park                    |
| 15. April 2011     | Adelaide          | Thebarton Theatre            |
| 15. April 2011     | Melbourne         | Festival Hall                |

## Mitwirkende
- B.o.B – Gesang, Komponist
- Aaron Bay-Schuck – Artists and Repertoire
- Jeff Bhasker – Komponist
- Nicki Bilardello – Artdirector, Design
- Brody Brown – Komponist, Instrumentierung
- Mitchum Chin – Komponist
- Supa Dups – Trommel, Produzent, Arrangeur, Komponist, Programmierung
- DJ Dizzy – scratching
- Lanre Gaba – Artists and Repertoire
- CeeLo Green – Gesang
- Claude Kelly – Komponist
- Philip Lawrence – Komponist
- Ari Levine – Komponist, Ingenieur, Instrumentierung
- Eric Madrid – Assistent
- Stephen Marcussen – Mastering
- Damian Marley – Gesang, Komponist
- Bruno Mars – Gesang, Komponist, Instrumentierung
- Needlz – Produzent, Komponist
- Thomas Pentz – Komponist
- Michelle Piza – Paketverwaltung
- Christian Plata – Assistent
- Alex Schwartz – Artists and Repertoire
- Khalil Walton – Komponist
- Albert Winkler – Komponist
- Andrew Wyatt – Komponist

## Kommerzieller Erfolg

### Chartplatzierungen
Doo-Wops & Hooligans erreichte in Deutschland die Chartspitze der Albumcharts und konnte sich eine Woche an ebendieser sowie 18 Wochen in den Top 10 und 141 Wochen in den Charts platzieren. In Österreich erreichte das Album mit Rang zwei seine höchste Notierung und platzierte sich zwölf Wochen in den Top 10 sowie 144 Wochen in den Charts. In der Schweizer Hitparade erreichte das Album auch die Spitzenposition und platzierte sich dort eine Woche sowie 20 Wochen in den Top 10 und 161 Wochen in den Charts. Im Vereinigten Königreich platzierte sich das Album ebenfalls auf Platz eins und hielt sich dort für zwei Wochen sowie 41 Wochen in den Top 10 und 320 Wochen in den Charts. In seiner Heimat platzierte sich Mars mit Doo-Wops & Hooligans auf Rang drei der Billboard 200.
2011 platzierte sich das Album auf Rang vier der deutschen Album-Jahrescharts sowie auf Rang zwei der deutschen Newcomer-Jahrescharts. Im Folgejahr konnte sich das Album ebenfalls in den deutschen Album-Jahrescharts platzieren und erreichte dabei Rang 97. Im Österreich und der Schweiz platzierte sich das Album ebenfalls in den Jahren 2011 und 2012 in den Jahrescharts. Im Vereinigten Königreich erreichte Doo-Wops & Hooligans sogar drei Jahre lang, von 2011 bis 2013, die Jahrescharts. In den Vereinigten Staaten platzierte sich das Album zwischen 2011 und 2019 jedes Jahr in den Jahrescharts und erreichte mit Rang zwölf im Jahr 2011 seine beste Chartnotierung. Darüber hinaus platzierte sich Doo-Wops & Hooligans in den britischen und US-amerikanischen Dekadencharts der 2010er Jahre und erreichte dort Rang 14 beziehungsweise Rang 54.
Für Mars ist dies nach It’s Better If You Don’t Understand der zweite Charterfolg in den britischen und US-amerikanischen Albumcharts, in den deutschsprachigen Ländern ist es der Erste. In allen angesprochenen Ländern ist es sein erster Top-10- beziehungsweise Nummer-eins-Erfolg. In keinem der Länder konnte sich ein Album von ihm höher oder länger in den Charts platzieren.
| ChartsChartplatzierungen       | Höchstplatzierung | Wochen |
| ------------------------------ | ----------------- | ------ |
| Deutschland (GfK)              | 1 (… Wo.)         | …      |
| Österreich (Ö3)                | 2 (169 Wo.)       | 169    |
| Schweiz (IFPI)                 | 1 (161 Wo.)       | 161    |
| Vereinigte Staaten (Billboard) | 3 (… Wo.)         | …      |
| Vereinigtes Königreich (OCC)   | 1 (320 Wo.)       | 320    |

| ChartsJahrescharts (2010–2019) | Platzierung |
| ------------------------------ | ----------- |
| Vereinigte Staaten (Billboard) | 54          |
| Vereinigtes Königreich (OCC)   | 14          |

| ChartsJahrescharts (2011)      | Platzierung |
| ------------------------------ | ----------- |
| Deutschland (GfK)              | 4           |
| Österreich (Ö3)                | 10          |
| Schweiz (IFPI)                 | 4           |
| Vereinigte Staaten (Billboard) | 12          |
| Vereinigtes Königreich (OCC)   | 3           |

| ChartsJahrescharts (2012)      | Platzierung |
| ------------------------------ | ----------- |
| Deutschland (GfK)              | 97          |
| Österreich (Ö3)                | 71          |
| Schweiz (IFPI)                 | 50          |
| Vereinigte Staaten (Billboard) | 60          |
| Vereinigtes Königreich (OCC)   | 26          |

| ChartsJahrescharts (2013)      | Platzierung |
| ------------------------------ | ----------- |
| Vereinigte Staaten (Billboard) | 73          |
| Vereinigtes Königreich (OCC)   | 87          |

| ChartsJahrescharts (2014)      | Platzierung |
| ------------------------------ | ----------- |
| Vereinigte Staaten (Billboard) | 87          |

| ChartsJahrescharts (2015)      | Platzierung |
| ------------------------------ | ----------- |
| Vereinigte Staaten (Billboard) | 94          |

| ChartsJahrescharts (2016)      | Platzierung |
| ------------------------------ | ----------- |
| Vereinigte Staaten (Billboard) | 147         |

| ChartsJahrescharts (2017)      | Platzierung |
| ------------------------------ | ----------- |
| Vereinigte Staaten (Billboard) | 88          |

| ChartsJahrescharts (2018)      | Platzierung |
| ------------------------------ | ----------- |
| Vereinigte Staaten (Billboard) | 120         |

| ChartsJahrescharts (2019)      | Platzierung |
| ------------------------------ | ----------- |
| Vereinigte Staaten (Billboard) | 167         |

| ChartsJahrescharts (2020)      | Platzierung |
| ------------------------------ | ----------- |
| Vereinigte Staaten (Billboard) | 142         |

| ChartsJahrescharts (2021)      | Platzierung |
| ------------------------------ | ----------- |
| Vereinigte Staaten (Billboard) | 94          |
| Vereinigtes Königreich (OCC)   | 60          |

| ChartsJahrescharts (2022)      | Platzierung |
| ------------------------------ | ----------- |
| Schweiz (IFPI)                 | 65          |
| Vereinigte Staaten (Billboard) | 86          |
| Vereinigtes Königreich (OCC)   | 54          |

| ChartsJahrescharts (2023)      | Platzierung |
| ------------------------------ | ----------- |
| Schweiz (IFPI)                 | 33          |
| Vereinigte Staaten (Billboard) | 89          |
| Vereinigtes Königreich (OCC)   | 58          |

| ChartsJahrescharts (2024)      | Platzierung |
| ------------------------------ | ----------- |
| Schweiz (IFPI)                 | 24          |
| Vereinigte Staaten (Billboard) | 109         |
| Vereinigtes Königreich (OCC)   | 73          |

### Auszeichnungen für Musikverkäufe
| Land/Region                  | Auszeichnungen für Musikverkäufe (Land/Region, Auszeichnung, Verkäufe) | Verkäufe    |
| ---------------------------- | ---------------------------------------------------------------------- | ----------- |
| Australien (ARIA)            | 8× Platin                                                              | 560.000     |
| Belgien (BRMA)               | Platin                                                                 | 30.000      |
| Brasilien (PMB)              | Platin                                                                 | 40.000      |
| Dänemark (IFPI)              | 7× Platin                                                              | 140.000     |
| Deutschland (BVMI)           | 5× Gold                                                                | 500.000     |
| Europa (IFPI)                | 3× Platin                                                              | (3.000.000) |
| Frankreich (SNEP)            | 2× Platin                                                              | 200.000     |
| Irland (IRMA)                | 4× Platin                                                              | 60.000      |
| Italien (FIMI)               | 2× Platin                                                              | 100.000     |
| Japan (RIAJ)                 | Platin (Physisch) · + Gold (Digital)                                   | 350.000     |
| Kanada (MC)                  | Diamant                                                                | 800.000     |
| Mexiko (AMPROFON)            | Gold                                                                   | 30.000      |
| Neuseeland (RMNZ)            | 12× Platin                                                             | 180.000     |
| Niederlande (NVPI)           | Gold                                                                   | 25.000      |
| Österreich (IFPI)            | 2× Platin                                                              | 40.000      |
| Philippinen (PARI)           | 2× Diamant                                                             | 300.000     |
| Polen (ZPAV)                 | Gold                                                                   | 10.000      |
| Portugal (AFP)               | Gold                                                                   | 7.500       |
| Schweden (IFPI)              | Gold                                                                   | 20.000      |
| Schweiz (IFPI)               | 2× Platin                                                              | 60.000      |
| Singapur (RIAS)              | 4× Platin                                                              | 40.000      |
| Spanien (Promusicae)         | Platin                                                                 | 60.000      |
| Thailand (TECA)              | Platin                                                                 | 10.000      |
| Vereinigte Staaten (RIAA)    | 7× Platin                                                              | 7.000.000   |
| Vereinigtes Königreich (BPI) | 7× Platin                                                              | 2.100.000   |
| Insgesamt                    | 7× Gold · 67× Platin · 3× Diamant ·                                    | 12.662.500  |

Hauptartikel: Bruno Mars/Auszeichnungen für Musikverkäufe